# بيتر بلانشارد
بيتر بلانشارد (بالإنجليزية: Peter Blanchard)‏ هو قاضي ومحامي نيوزيلندي، ولد في 2 أغسطس 1942.